# Madhuca fusca
Madhuca fusca är en tvåhjärtbladig växtart som först beskrevs av Adolf Engler, och fick sitt nu gällande namn av Lewis Leonard Forman. Madhuca fusca ingår i släktet Madhuca och familjen Sapotaceae. Inga underarter finns listade i Catalogue of Life.